# Rhypholophus wasatchensis
Rhypholophus wasatchensis är en tvåvingeart som först beskrevs av Alexander 1948.  Rhypholophus wasatchensis ingår i släktet Rhypholophus och familjen småharkrankar. Inga underarter finns listade i Catalogue of Life.